# Hadrolecocatantops royi
Hadrolecocatantops royi är en insektsart som beskrevs av Nicholas David Jago 1994. Hadrolecocatantops royi ingår i släktet Hadrolecocatantops och familjen gräshoppor. Inga underarter finns listade i Catalogue of Life.